# 長崎市立片淵中学校

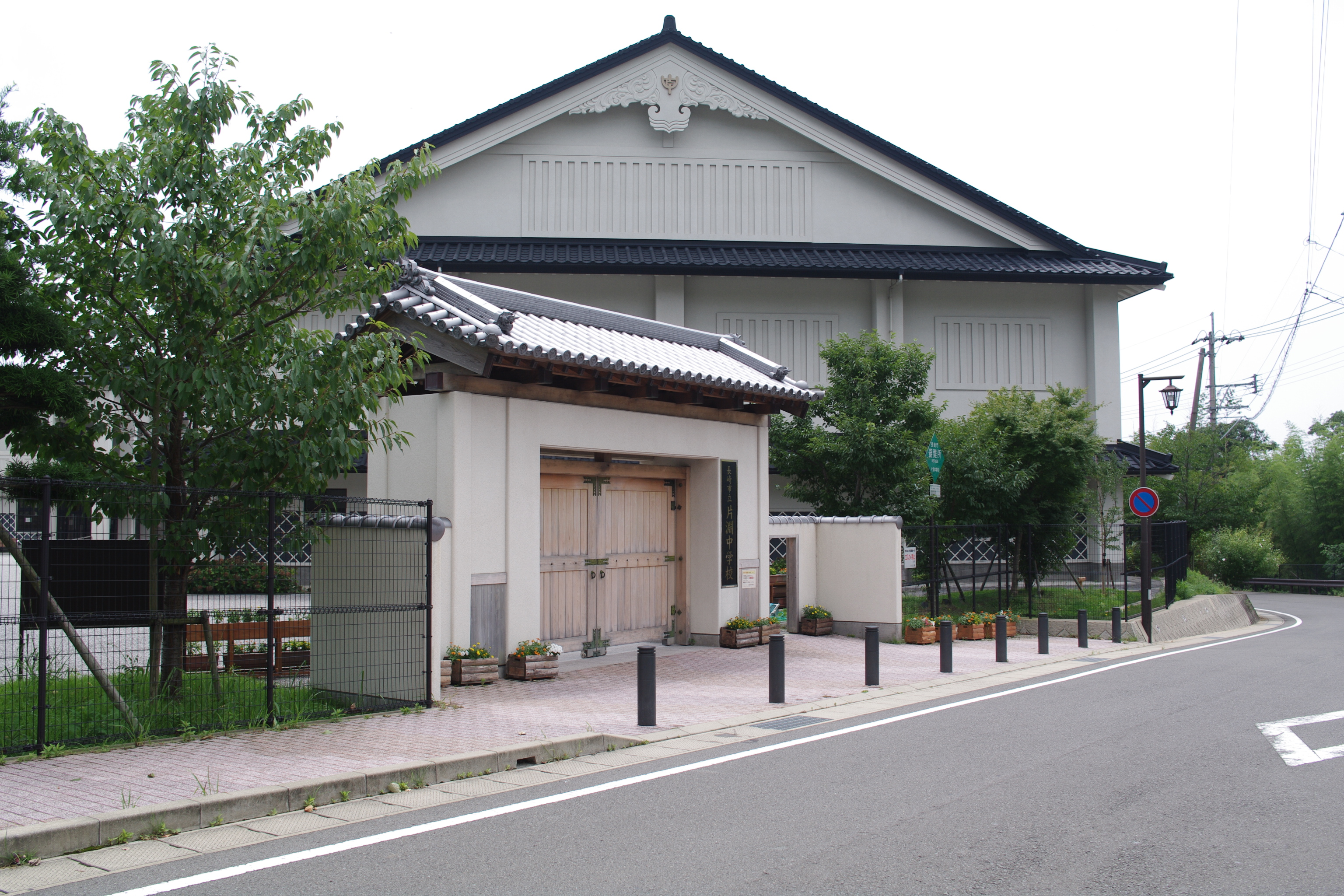
体育館

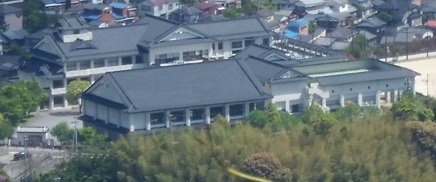
金比羅山からの遠景

長崎市立片淵中学校（ながさきしりつかたふちちゅうがっこう、Nagasaki City Katafuchi Junior High School）は、長崎県長崎市片淵三丁目にある公立中学校。略称「片淵中」（かたふちちゅう）。
長崎市教育委員会では2028年4月に長崎市立桜馬場中学校及び長崎市立長崎中学校と統合する方針である。

## 概要
校章
校名の「片」と「中」の文字を組み合わせた校章となっている。
校歌
作詞は草野心平、作曲は伊藤翁介によるもの。歌詞は3番まであり、各番とも校名の「片淵」が登場する。現校歌は2代目。
校区
長崎市立上長崎小学校校区。

## 沿革

### 略歴
1947年（昭和22年）の学制改革により開校。

### 年表
- 1947年（昭和22年）[4]
  - 4月1日 - 学制改革（六・三制の実施）が行われる。
    - 上長崎国民学校初等科が改組され、長崎市立上長崎小学校となる。
    - 上長崎国民学校高等科および東青年学校が改組され、新制中学校「長崎市立片淵中学校」（現校名）となる。初代校長には藤井利亀雄が就任。
    - 4月21日 - 開校。
- 1948年（昭和23年）
  - 1月8日 - 校章を制定。
  - 3月18日 - 校旗を制定。
  - 11月30日 - 長崎県立長崎女子高等学校併設西山中学校を統合。
- 1982年（昭和57年）7月23日 - 長崎大水害により運動場の石垣が決壊、体育倉庫一棟が流失。（翌年3月に復旧）
- 1989年（平成元年）3月29日 - 開放教室（オープンスペース）が完成。
- 2003年（平成15年）
  - 4月6日 - 片淵三丁目に新校舎が完成し移転。（移転後の旧校地には現在、済生会長崎病院が立っている。）
  - 9月2日 - 完全給食を開始。

## 部活動
運動部
- バスケットボール部
- 野球部 （男）
- バドミントン部
- ソフトテニス部

文化部
- 吹奏楽部

## アクセス
最寄りの電停
- 長崎電気軌道　新中川町電停

最寄りのバス停
- 県営バス　経済学部前バス停
  - 登下校時各1本、諏訪神社前との間にスクールバスが運行されている。

最寄りの国道・県道
- 長崎県道235号昭和馬町線　木場入口交差点から西山水源地に沿って市道がのびる。

## 周辺
- 長崎大学片淵キャンパス（経済学部）
- 長崎市立上長崎小学校 - 中学校が移転する前はすぐそばにあったが、現在地に移転してからはかなり距離が離れている。